# Agrias subguyanensis
Agrias subguyanensis är en fjärilsart som beskrevs av Le Moult 1926. Agrias subguyanensis ingår i släktet Agrias och familjen praktfjärilar. Inga underarter finns listade i Catalogue of Life.